# Batalla de Barcelona (512)
La Batalla de Barcelona de 510 fou un combat entre visigots, que pretenien deposar el rei Amalaric, i els visigots, que pretenien reinstaurar Gesaleic.

## Antecedents
El 507, derrotats els visigots a la batalla de Vouillé, els francs i els seus aliats borgonyons van ocupar sense resistència els territoris cap al sud; els francs van entrar a Provença i Septimània i van assetjar a Gesaleic, pretendent al tron visigot, a Narbona i van amenaçar Carcasona, però Teodoric el Gran ho va aturar i va enviar al general Ibba o Ibbas, que es va apoderar de Provença, i després va avançar fins Arle, on Tuluin va aixecar el setge franc.
El 510 Teodoric el Gran va tornar a enviar les seves forces contra borgonyons i francs, i Ibbas va derrotar altre cop a Clodoveu prop d'Arle.
Els francs foren expulsats del mediterrani, la Provença esdevingué una província ostrogoda i Teodoric el Gran es veié amb forces per derrocar Gesaleic com a rei visigot, i envià en 510 el general Ibba que prengué Carcasona i Narbona en 509, obligant-lo a refugiar-se a Bàrcino, on fou atacat i deposat en 510, obligant-lo a fugir i refugiar-se al Regne dels Vàndals d'Àfrica, demanant-los ajuda per recobrar el tron. Trasamund, davant pel poder de Teodoric el Gran i el seu general Ibbas, no li va prestar tropes per al seu projecte i el va enviar a l'exili, refugiant-se a Aquitània, on havia de conservar certes amistats, però on va haver de viure amagat durant un any. Teodoric va proclamar rei al net del Teodoric, Amalaric, de només 5 anys, va fer retirar després les seves forces del territori visigot; Arle fou declarada capital de la prefectura de les Gàl·lies dins el regne ostrogot, i nomenà prefecte a Liberi.

## Batalla
Gesaleic, mentrestant, romania a Aquitània on va poder reunir un exèrcit d'amics i mercenaris i el 512 l'exèrcit de Gesaleic va entrar a la Tarraconense pels passos pirinencs orientals però va ser derrotat per Ibbas a 20 km de Barcelona.

## Conseqüències
Gesaleic va fugir cap al nord, i després de travessar la Narbonense va intentar penetrar a Borgonya, però va ser capturat i mort en travessar el riu Durance, probablement per soldats ostrogots el 514.